# Morula

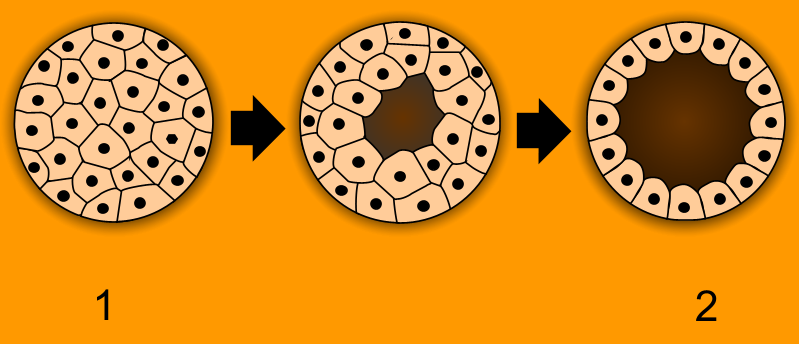
Stadiering i blastulering: 1. morula, 2. blastula.

En morula är en cellklump bestående av cirka 16 celler eller fler, som bildas till följd av snabb celldelning efter att ett ägg genomgått en lyckad befruktning av en spermie. Den är inte ihålig. När morulan uppnått ett par hundra celler utvecklas ett hålrum inuti klumpen och kallas därefter blastocyst. Morulan har samma storlek som den ursprungliga storleken hos zygoten, tills den fäster sig i livmodern (det vill säga om den gör det, den kan bland annat följa med ut ur livmodern under menstruationen, eller stötas bort från livmodern och dö) och får näring från moderkakan. Anledningen till att den inte blir större är att zona pellucida, membranet som skyddar mot att morulan skall fastna i äggledaren och bli ett utomkvedshavandeskap, inte utvidgas och släpper in vätska. Därför innehåller alla celler i morulan en del av den ursprungliga äggcellens cytoplasma.
Morula betyder litet mullbär ett namn den har fått av att den liknar ett mullbär.